# Карона
Каро̀на (на италиански: Carona; на ломбардски: Caruna, Каруна) е село и община в Северна Италия, провинция Бергамо, регион Ломбардия. Разположено е на 1110 m надморска височина. Населението на общината е 324 души (към 2017 г.).